# Ga Singiloncheon
Ga Singiloncheon (Tiếng Hàn: 신길온천역, Hanja: 新吉溫泉驛) là ga trên Tàu điện ngầm vùng thủ đô Seoul tuyến 4 và Tuyến Suin-Bundang

## Bố trí ga
| ↑ Ansan         |
| １２ \| ３４ \| |
| Jeongwang ↓     |

| 1 | Tuyến tàu vòng cuối cùng ở Oido, Tuyến Suin–Bundang | Tuyến tàu vòng cuối cùng ở Oido, Tuyến Suin–Bundang          |
| 2 | ● Tuyến 4                                           | ← Hướng đi Geumjeong · Sadang · đại học Hansung · Jinjeop    |
| 2 | ●Tuyến Suin–Bundang                                 | ← Hướng đi Suwon · Seohyeon · Seonjeongneung · Wangsimni     |
| 3 | ● Tuyến 4                                           | → Hướng đi Oido →                                            |
| 3 | ●Tuyến Suin–Bundang                                 | → Hướng đi Jeongwang · Incheon Nonhyeon · Yeonsu · Incheon → |
| 4 | Sân ga không sử dụng                                | Sân ga không sử dụng                                         |